# 豊橋市立豊小学校
豊橋市立豊小学校（とよはししりつゆたかしょうがっこう）は、愛知県豊橋市西岩田五丁目にある公立（市立）小学校である。なお、この学校の児童は豊橋市立豊岡中学校に進学する。

## 卒業生
- 河合竜児（バスケットボール選手）[1]
- 鈴木亜由子(陸上選手)